# Cryptandromyces elegans
Cryptandromyces elegans är en svampart som tillhör divisionen sporsäcksvampar, och som först beskrevs av Maire, och fick sitt nu gällande namn av Walter Rossi och Castaldo. Cryptandromyces elegans ingår i släktet Cryptandromyces, och familjen Laboulbeniaceae. Arten är reproducerande i Sverige.